# Murray (Kentucky)
Murray es una ciudad ubicada en el condado de Calloway en el estado estadounidense de Kentucky. En el Censo de 2020 tenía una población de 17307 habitantes y una densidad poblacional de 592,91 personas por km².

## Geografía
Murray se encuentra ubicada en las coordenadas 36°36′47″N 88°19′21″O / 36.61306, -88.32250. Según la Oficina del Censo de los Estados Unidos, Murray tiene una superficie total de 29.19 km², de la cual 29.11 km² corresponden a tierra firme y (0.26%) 0.08 km² es agua.

## Demografía
Según el censo de 2020, había 17307 personas residiendo en Murray. La densidad de población era de 592,91 hab./km². De los 17307 habitantes, Murray estaba compuesto por el 84.8% blancos, el 6.4% eran afroamericanos, el 0.21% eran amerindios, el 3.1% eran asiáticos, el 0.5% eran isleños del Pacífico, el 1.08% eran de otras razas y el 3.4% pertenecían a dos o más razas. Del total de la población el 2.0% eran hispanos o latinos de cualquier raza.